# جیانمارکو کامپیرونی

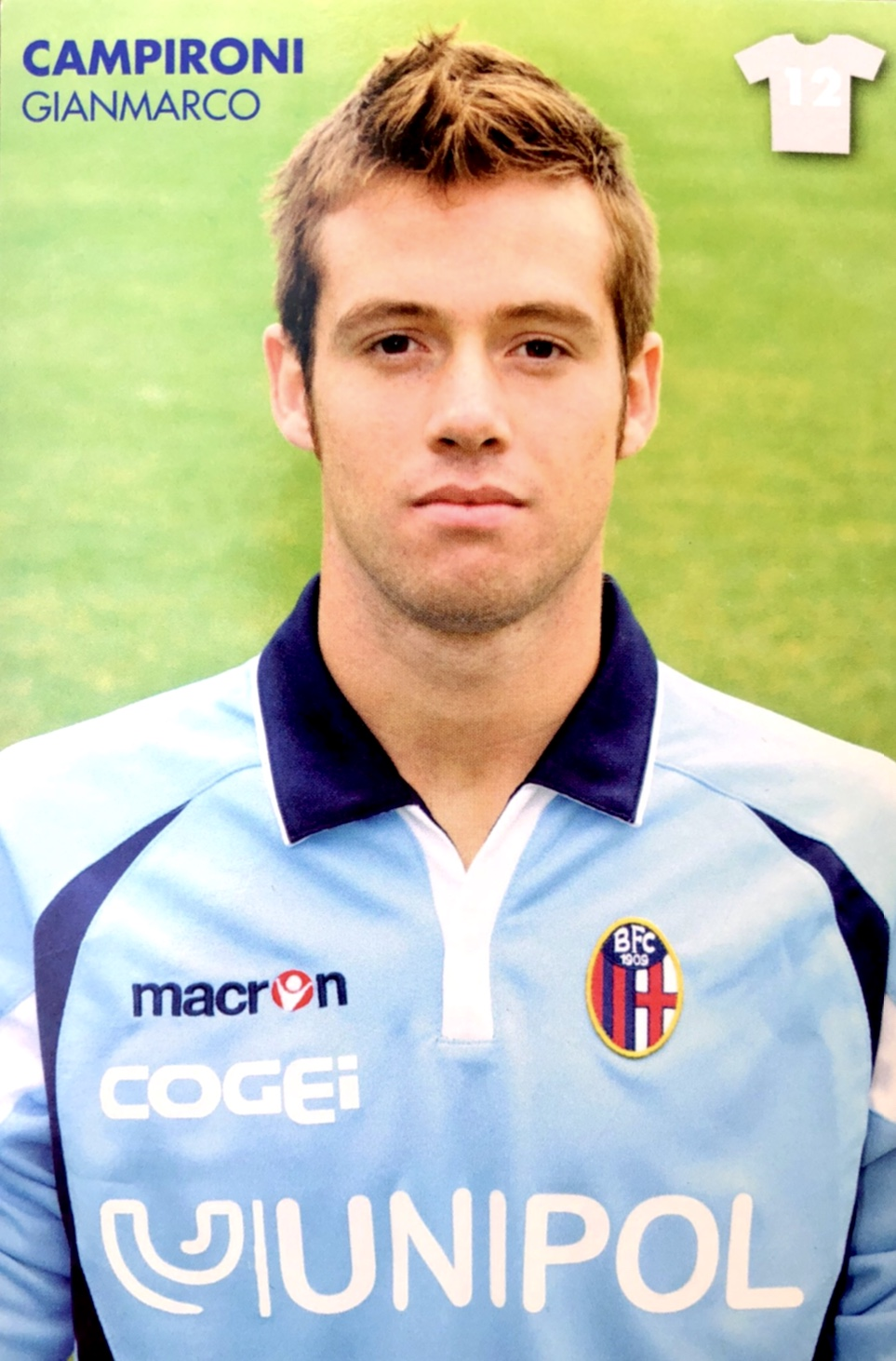
جیانمارکو کامپیرونی در سال ۲۰۱۸

جیانمارکو کامپیرونی (انگلیسی: Gianmarco Campironi؛ زادهٔ ۱۶ مه ۱۹۸۹) بازیکن فوتبال است.